# Jeziorskomeer
Het Jeziorskomeer is met 42,3 km² het op een na grootste stuwmeer in Polen.
Het grootste gedeelte van het meer ligt in het Woiwodschap Łódź. Een klein gedeelte in het noordwesten ligt in het Woiwodschap Groot-Polen. Het reservoir kan 202,8 miljoen m³ water bevatten.
De stuwdam is aangelegd in 1986 om de stroom van de rivier de Warta te regelen. De dam is voorzien van een waterkrachtcentrale. Het meer wordt gebruikt voor irrigatie van de omliggende landbouwgebieden en als recreatiegebied. In het zuidelijke gedeelte van het meer bevindt zich een vogelreservaat.

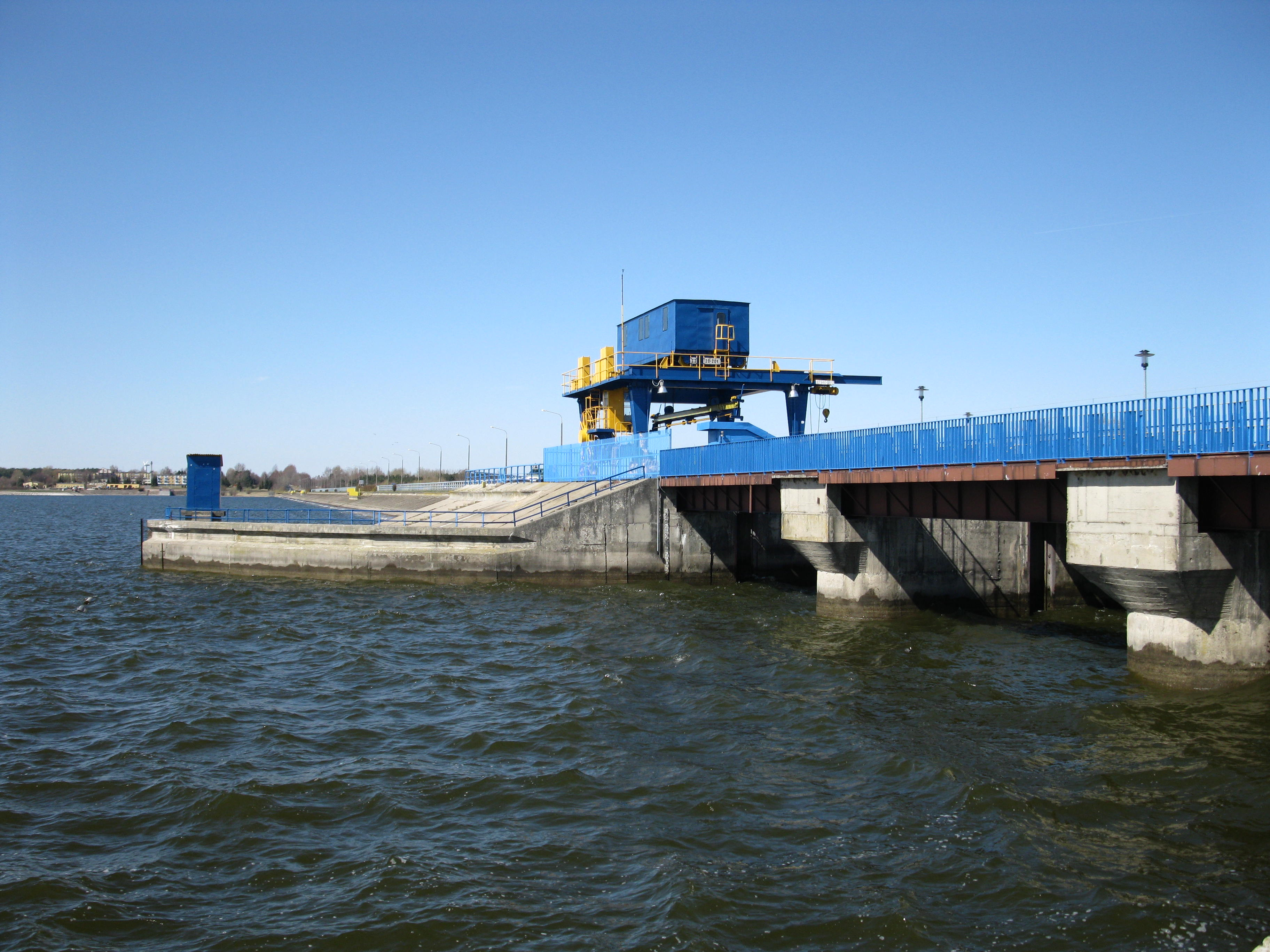
Stuwdam
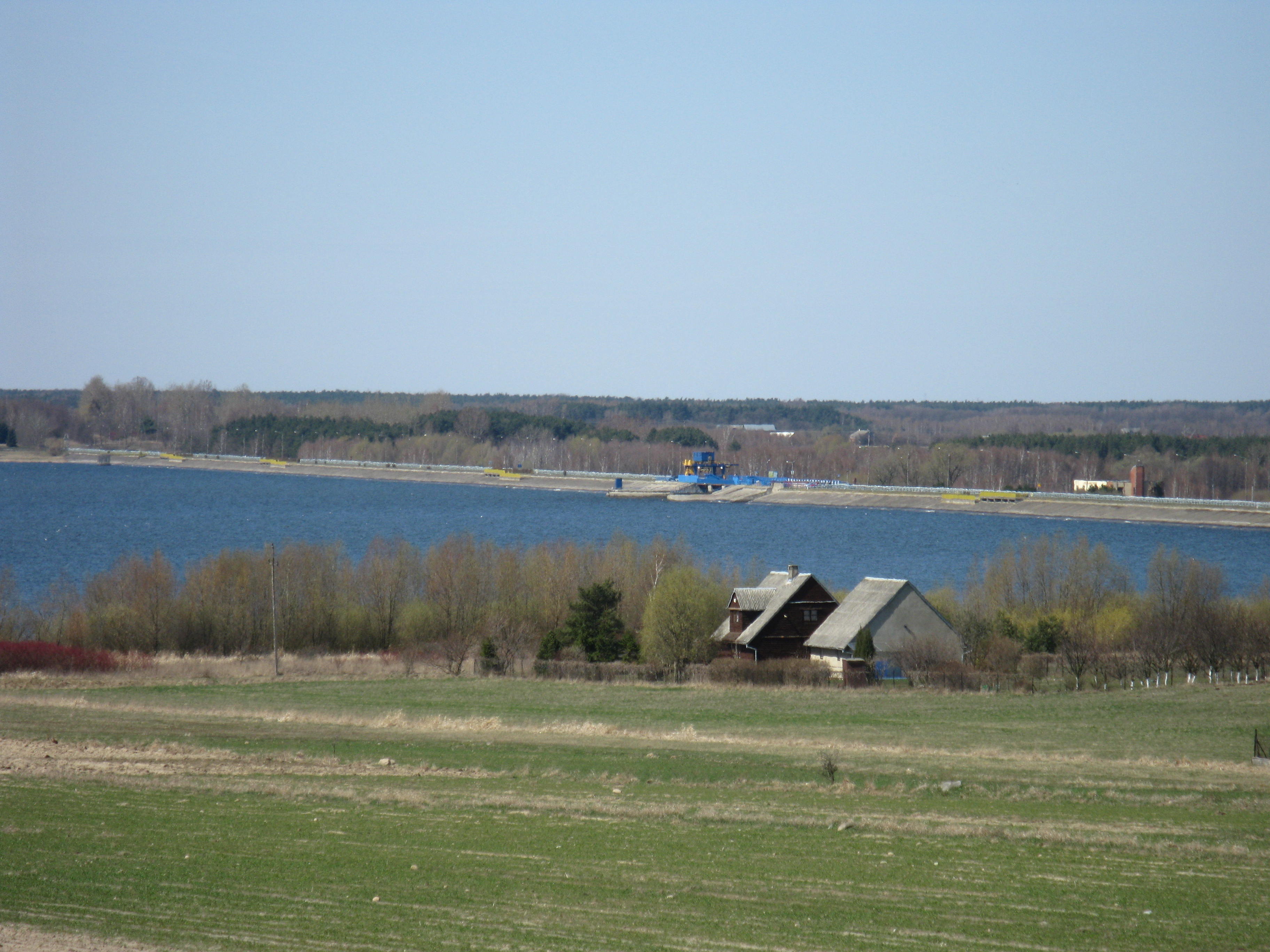
Zicht op de stuwdam